# Аслъ Е. Перкер
Аслъ Е. Перкер (на турски: Asli E. Perker) е турска журналистка и писателка на произведения в жанра съвременен роман и драма.

## Биография и творчество
Аслъ Е. Перкер е родена през 1975 г. в Измир, Турция. Израства в различни градове на Анадола заради задължениято на баща си. Завършва „американска култура и литература“ в Измирския университет „Девети септември“. След дипломирането си първоначално работи като копирайтър в рекламна агенция. После работи като журналист-репортер за различни вестници и списания, като „Радикал", „Сабах“, „Актюел“, „Ню Милениум“ и др.
През 2001 г. със съпруга си, писателят и журналист Кутлукхан Перкер, се местят в Ню Йорк. Работи като преводач, репортер на свободна практика и се занимава с литературни изследвания.
Първият ѝ роман „Baskalarinin Kokusu“ (Миризмата на другите) е публикуван през 2005 г.
През 2010 г. се връща в Истанбул и работи като журналист в турските ежедневници, включително „Милиет“, и пише като блогър и журналист по няколко онлайн публикации. После става главен редактор на турската издателска къща „Beyaz Baykus Yayinlari“.
През 2011 г. е издаден психологичният ѝ роман „Суфле“. В него представя живота на трима души – Лилия, Марк и Ферда, които се намират в три различни града – Париж, Ню Йорк и Истанбул. Обединява ги една рецепта за суфле, един десерт, който те асоциират със собствената си съдба – всяка грешка в живота е като спадналото по средата суфле. Една част от романа пише през 2007 г. в Париж, за да отрази автентичната атмосфера на града. Романът става бестселър и я прави известна. Преведен е наннад 20 езика по света.
Аслъ Е. Перкер живее със семейството си в Истанбул.

## Произведения

### Самостоятелни романи
- Baskalarinin Kokusu (2005)
- Cellat Mezarligi (2009)
- Sufle (2011)
Суфле, изд.: ИК „Памет“, София (2015), прев. Панайотка Панайотова
- Bana Yardim Et (2015)
- Vakit Hazan (2016)